# Chrysocharis indicus
Chrysocharis indicus är en stekelart som beskrevs av Muhammad Sharif Khan 1985. Chrysocharis indicus ingår i släktet Chrysocharis och familjen finglanssteklar. Inga underarter finns listade i Catalogue of Life.